# Иоганн Эрнст (князь Нассау-Вейльбурга)
Иоганн Эрнст Нассау-Вейльбургский (нем. Johann Ernst von Nassau-Weilburg; 13 июня 1664, Вайльбург — 27 февраля 1719, Гейдельберг) — возведённый в княжеское достоинство граф Нассау-Вейльбурга и фельдмаршал имперской армии.

## Биография
Иоганн Эрнст — старший сын графа Фридриха Нассау-Вейльбургского (1640—1675) и его супруги Кристианы Елизаветы Сайн-Витгенштейнской (1646—1678). После смерти отца от падения с коня в 1675 году 11-летний Иоганн Эрнст наследовал ему в Нассау-Вейльбурге вместе с братом Фридрихом Людвигом (1665—1684) под опекой князя Иоганна Нассау-Идштейнского. Иоганн Эрнст провёл детство в Вейльбурге, где обучался у частных учителей. Мать Иоганна Эрнста умерла, когда ему было 14 лет. В том же 1678 году умер опекун Иоганн Нассау-Идштейнский, новым опекуном был назначен Иоганн Людвиг Нассау-Отвейлерский, и братья переехали в Отвейлер. В июле 1679 года Иоганн Эрнст поступил учиться в Тюбингенский университет. В 1681—1682 года побывал при дворе короля Франции Людовика XIV в Версале.
После смерти брата Фридриха Людвига в 1684 году Иоганн Эрнст стал единоличным правителем графства Нассау-Вейльбург. Изначально Иоганн Эрнст правил только в землях Нассау-Вейльбурга на правом берегу Рейна, поскольку левобережная часть графства, Кирхгейм и Штауф находились под французами. Только после заключения Рейсвейкского мира 1697 года Иоганну Эрнсту удалось вернуть левобережные территории. Помимо них граф Нассау-Вейльбурга приобрёл другие земли, в частности, Боланден, и ввёл примогенитуру.
В 1688 году вальрамские правобережные ветви Нассауского дома (Нассау-Вейльбург, Нассау-Идштейн и Нассау-Узинген) удостоились княжеского титула от императора Леопольда I. Иоганн Эрнст отказался уплатить свою долю расходов по оформлению документов, составлявшую 21420 гульденов, и Вальрад Нассау-Узингенский и Георг Август Нассау-Идштейнский лишили Иоганна Эрнста верительной грамоты. Он так никогда и не принял княжеского титула, но знал, что ещё его предок Иоганн I Нассау-Вейльбургский в 1366 году получил от императора Карла IV титул возведённого в князья имперского графа для себя и своих потомков. Сын Иоганна Эрнста Карл Август получил титул имперского князя 27 сентября 1737 года, так и не уплатив ветви Нассау-Узинген положенной в 1688 году суммы (ветвь Нассау-Идштейн угасла в 1721 году со смертью Георга Августа Нассау-Идштейнского).
В 1684 году Иоганн Эрнст в звании подполковника поступил на службу ландграфу Гессен-Кассельскому. В 1686 году получил звание полковника и в 1688 году был назначен командиром нового драгунского полка, с которым оборонял в том же году Кобленц во время Войны за пфальцское наследство. В 1689 году участвовал в осаде Майнца. В 1690 году принимал участие в битве под Флёрюсом, где ему противостоял Людвиг Крафт Нассау-Саарбрюккенский, служивший французам. В 1691 году Иоганн Эрнст удостоен чина гессен-кассельского генерал-майора. В 1693 году принимал участие в битве у Неервиндена. 
В сентябре 1696 года Иоганн Эрнст перешёл на службу в Пфальц. В 1697 году получил чин генерал-майора пфальцской армии, а в имперской армии 9 апреля 1697 удостоен чина генерала кавалерии. Ландграф Карл Гессен-Кассельский не простил Иоганну Эрнсту этого поступка и стал одним из самых его ожесточённых противников. После заключения Рейсвейкского мира 1697 года Иоганн Эрнст был назначен губернатором города-резиденции Дюссельдорф.
В 1701 году Иоганн Эрнст занимался мобилизацией верхнерейнских имперских войск на Войну за испанское наследство. В 1702 году участвовал в осаде и штурме крепости в пфальцском Ландау и преследовал отступавшие из Хунсрюка французские войска под командованием маршала Таллара, за что бы удостоен звания фельдмаршала пфальцской армии.
В то время как принц Евгений Савойский в Баварии выступил против французского маршала Виллара, Иоганн Эрнст оставался на Рейне для защиты Ландау от Таллара. 15 ноября 1703 года состоялась битва на Шпейербахе, в которой победили французы. Среди почти 8 тысяч погибших оказался и старший сын Иоганна Эрнста, полковник Фридрих Людвиг Нассау-Вейльбургский. После этого трагического события Иоганн Эрнст больше не участвовал в крупных битвах. В 1706 году он окончательно ушёл с военной службы и был назначен гроссгофмейстером пфальцского курфюрста. В 1716 году он сложил с себя полномочия губернатора Дюссельдорфа и вернулся в Вейльбург. За заслуги был награждён орденом Святого Губерта.
При Иоганне Эрнсте в Вейльбурге проводилась реконструкция Вейльбургского дворца и дворцовой церкви. Иоганн Эрнст не дожил до окончания строительных работ во дворце. Помимо дворцовых сооружений в Вейльбурге была заложена Рыночная площадь, барочные сады и административные здания, проведён дорогостоящий водопровод, снесена крепостная стена. Строительство в Вейльбурге оплачивалось преимущественно из денежного содержания, полученного Иоганном Эрнстом на военной службе. Иоганн Эрнст умер, находясь на лечении в Гейдельберге, ему наследовал второй сын Карл Август.

## Семья
Иоганн Эрнст женился 3 апреля 1683 года на Марии Поликсене Лейнинген-Дагсбург-Гартенбургской (1662—1725) вопреки воле своего опекуна, после чего с него была снята опека. В браке родилось четверо сыновей и пять дочерей:
- Фридрих Людвиг (1683—1703), погиб в битве на Шпейербахе
- Карл Август (1685—1753), женат на Августе Фридерике Нассау-Идштейнской (1699—1750), дочери князя Георга Августа Нассау-Идштейнского
- Мария Поликсена (1686—1687)
- Иоганна Луиза (1687—1688)
- Карл Эрнст (1689—1709)
- Генрих Людвиг (1690—1691)
- Магдалена (1691—1725), замужем за Фридрихом Вильгельм Сольмс-Браунфельсским (1696—1761)
- Альбертина (1693—1748)
- безымянная дочь, умерла при рождении (1694)